# レインタイヤ

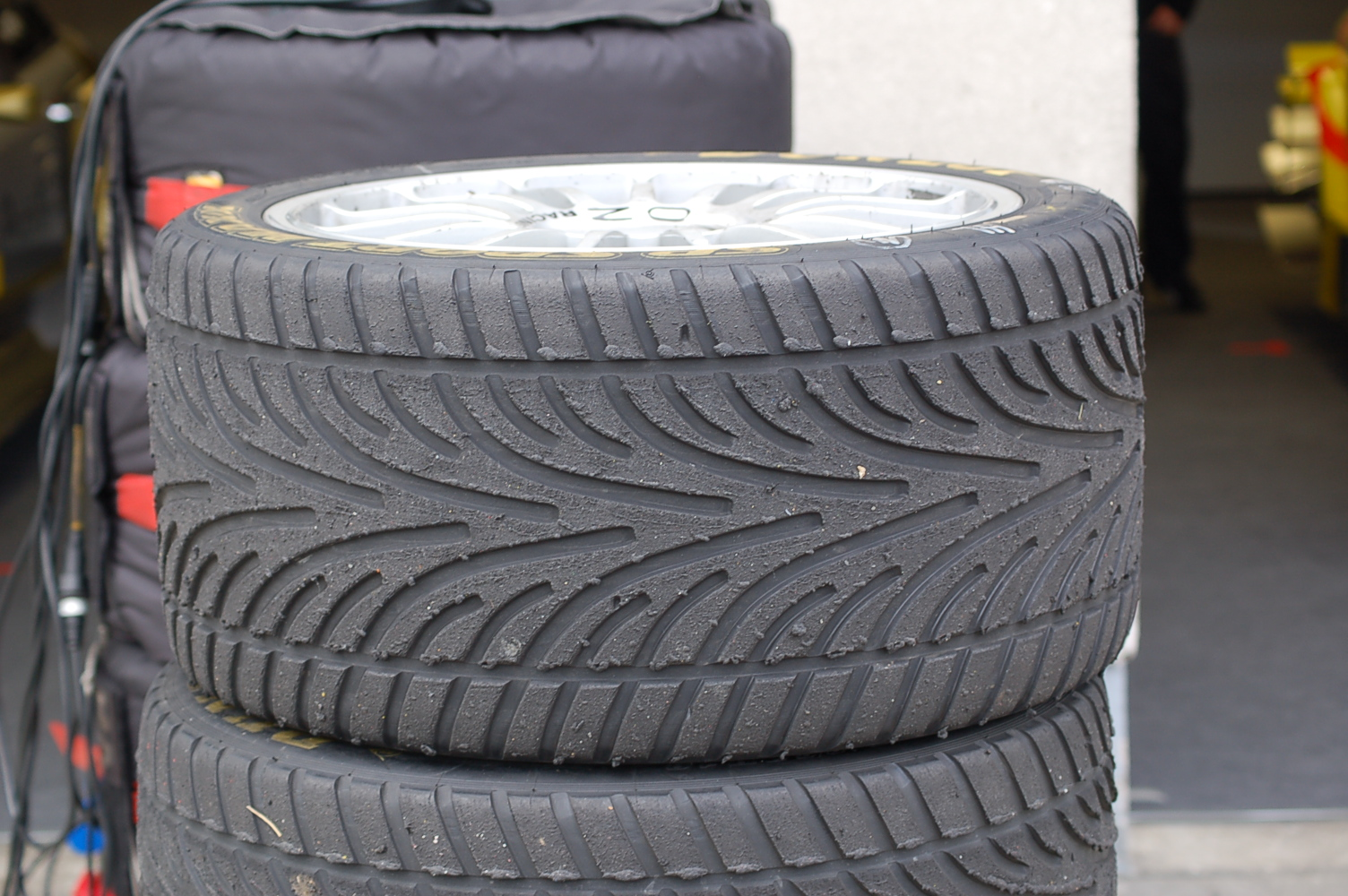
レインタイヤ

レインタイヤ（Rain tyre, Rain tire）とは、モータースポーツにおいて濡れた舗装路面を走行するために使用される車両用のタイヤ。
高度に性能を追求したモータースポーツにおいて、通常使用するタイヤは乾燥した路面上を走行する場合に最高の性能を引き出すために、基本的に濡れた路面上を走行することを考慮していない。摩擦係数が極端に小さく、また温度が低い濡れた路面上を走る場合は、タイヤそのものをこのレインタイヤに交換することで解決している。
レインタイヤはスリックタイヤなどの乾燥路面用タイヤとは違い、排水用の溝があり、また表面の素材もドライ路面用タイヤより低い温度に適応するように設計され、濡れた路面で最高の性能を発揮するように製造されている。そのため乾燥路面用タイヤとは反対に、乾燥路面上での使用はほとんど考慮しておらずレインタイヤはそもそも素材自体が乾燥路面用タイヤとは異なっている。
路面状況により複数種類のレインタイヤを使用するカテゴリーでは、それぞれのレインタイヤを区別するため、呼びわけがされることがあり、2009年のF1では、以下2種類のレインタイヤが使用された。
インターミディエイト（スタンダードウェット）トレッドパターンをトレッド中心から放射状に設け、濡れた路面（乾きかけた路面）や小雨時に使用する。ドライ用とエクストリームウェザータイヤの中間的性能をもつ。
エクストリームウェザー（ヘヴィーウェット）豪雨下や水捌けの悪い舗装路面で使用することを想定し、市販車用のタイヤと同じようなトレッドパターンを設けたタイヤ。
なお、グルーブドタイヤは乾燥路面用のタイヤであり、溝はあるがレインタイヤではない。また、軽度に濡れた路面では、スリックタイヤに溝を追加したものが使用されることがあり、そのようなタイヤはしばしばカットスリックと呼ばれる。

## 乾燥路面における使用
乾燥路面上での使用においては、濡れた路面上での使用と比較し摩擦係数が非常に大きい。そのためタイヤに多大なエネルギーが伝わる。濡れた路面で冷却されながら使用されることを想定しているレインタイヤはその目的達成のために非常に軟らかい素材で製造されており、路面との摩擦で生じるエネルギーに耐え切れず、焦げたり崩れたりする。ついにはグリップ力をほとんど失い、もはやタイヤとしての用を為さなくなる場合もある。
レース終了直前で路面が乾燥し、タイヤ交換の時間さえ惜しい場合や、ピット作戦の関係でタイヤ交換をせずに数周を走りたい場合などは、少しでも濡れている路面を選んで走ることでタイヤの寿命をわずかに延ばすことができるが、基本的には路面が乾燥したら乾燥路面用タイヤに交換することになる。逆に言えばこのタイミングがそのレースの結果を左右すると言え、実際、2007年のフォーミュラ1中国グランプリでは、必要以上にタイヤ交換のタイミングを先延ばししたルイス・ハミルトンは結局、タイヤを完全に痛めてしまって大幅なペースダウンを強いられた上、ようやくピットインしたもののピットレーンのカーブすら曲がりきれずにコースアウト、サンドトラップにつかまってリタイアするという結果になった。
しかしながら、レインタイヤとドライタイヤの切替のタイミングを見極めることは実際に経験を積んだ者でも難しく、しばしばその後の天候を予測して大胆な賭けに出ることもある。チーム同士でタイヤ交換やその後の走行の様子を見ながら路面状況を探り合うことも珍しくない。